# Zephyranthes leucantha
Zephyranthes leucantha là một loài thực vật có hoa trong họ Amaryllidaceae. Loài này được T.M.Howard miêu tả khoa học đầu tiên năm 1993.